# Neoplatyura flava
Neoplatyura flava är en tvåvingeart som först beskrevs av Macquart 1826.  Neoplatyura flava ingår i släktet Neoplatyura och familjen platthornsmyggor. Arten är reproducerande i Sverige. Inga underarter finns listade i Catalogue of Life.